# Sutton Bonington
Pour les articles homonymes, voir Sutton et Bonington.
Sutton Bonington est un village et une paroisse civile du Nottinghamshire, en Angleterre. Il est situé dans le sud-ouest du comté, à une vingtaine de kilomètres de la ville de Nottingham, dans la vallée de la Soar qui sert de frontière avec le Leicestershire. Administrativement, il relève du district non métropolitain de Rushcliffe.
Le village abrite un campus de l'université de Nottingham correspondant au site de l'ancien Midlands Agricultural and Dairy College.

## Toponymie
Toponyme très courant en Angleterre, Sutton est un nom d'origine vieil-anglaise qui désigne une ferme ou un village (tūn) situé au Sud (sūth). Celui du Nottinghamshire est attesté pour la première fois dans le Domesday Book, compilé en 1086, sous la forme Sudtone.
Bonington apparaît également dans le Domesday Book, où il est orthographié Bonniton et désigne un manoir voisin et distinct de celui de Sutton. C'est un autre toponyme vieil-anglais qui désigne une ferme liée à un homme appelé Buna.

## Démographie
Au recensement de 2011, la paroisse civile de Sutton Bonington comptait 2 202 habitants.
| 1801 | 1811 | 1821 | 1831  | 1841  | 1851  | 1881  |
| ---- | ---- | ---- | ----- | ----- | ----- | ----- |
| 790  | 862  | 983  | 1 136 | 1 307 | 1 220 | 1 005 |

| 1891 | 1901  | 1911 | 1921 | 1931  | 1951  | 1961  |
| ---- | ----- | ---- | ---- | ----- | ----- | ----- |
| 993  | 1 005 | 956  | 974  | 1 132 | 1 117 | 1 154 |

| 1971 | 1981 | 1991 | 2001 | 2011  | - | - |
| ---- | ---- | ---- | ---- | ----- | - | - |
| ?    | ?    | ?    | ?    | 2 202 | - | - |

## Culture locale et patrimoine
Étant issu de la réunion des anciennes paroisses de Sutton et Bonington, le village possède deux églises médiévales remontant au XIIIe siècle qui sont toutes deux protégées en tant que monuments classés de grade II* depuis 1966. La plus grande, celle de Bonington, est dédiée à saint Michel, tandis que celle de Sutton est dédiée à sainte Anne,.

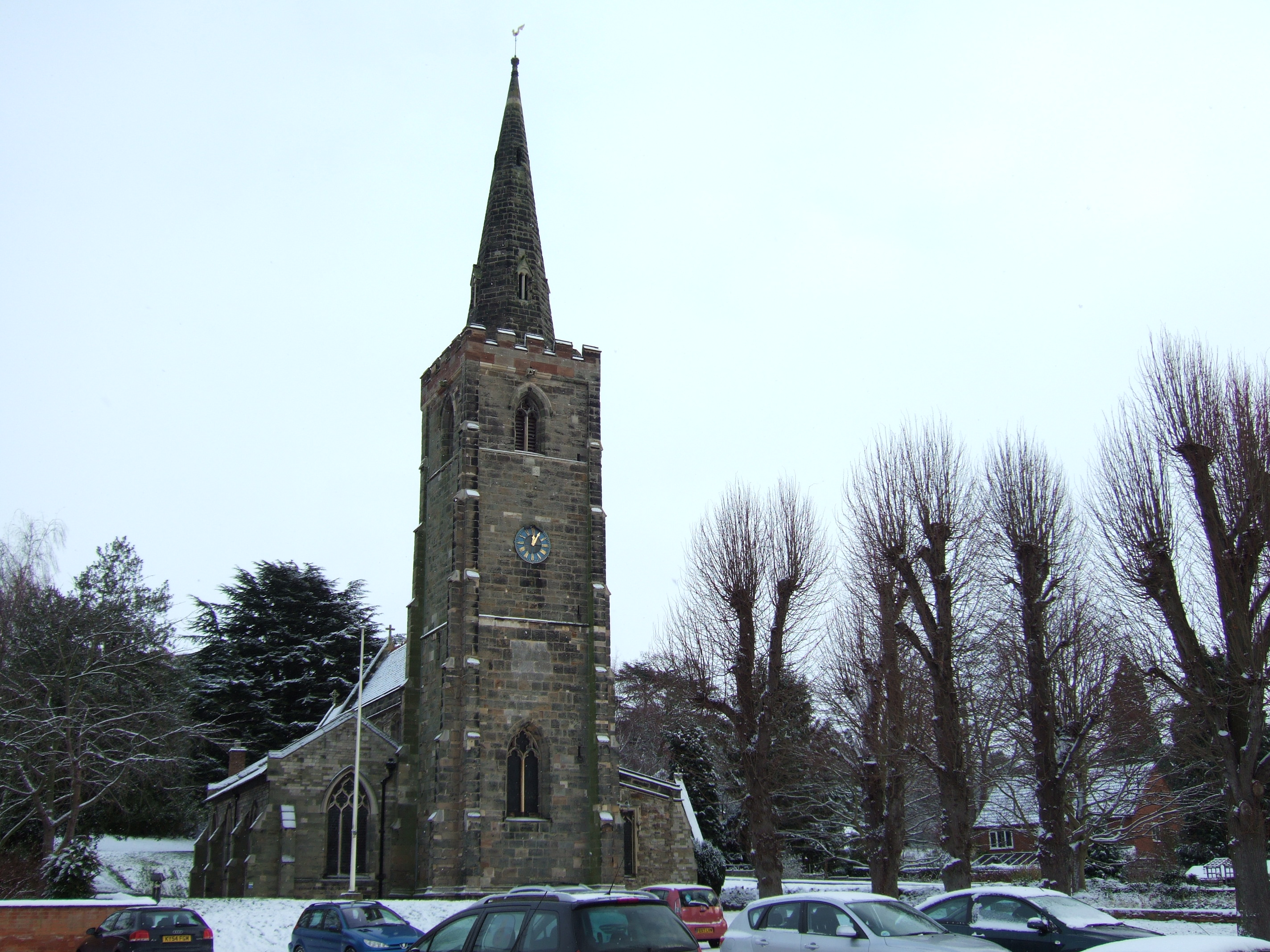
L'église Saint-Michel de Bonington.
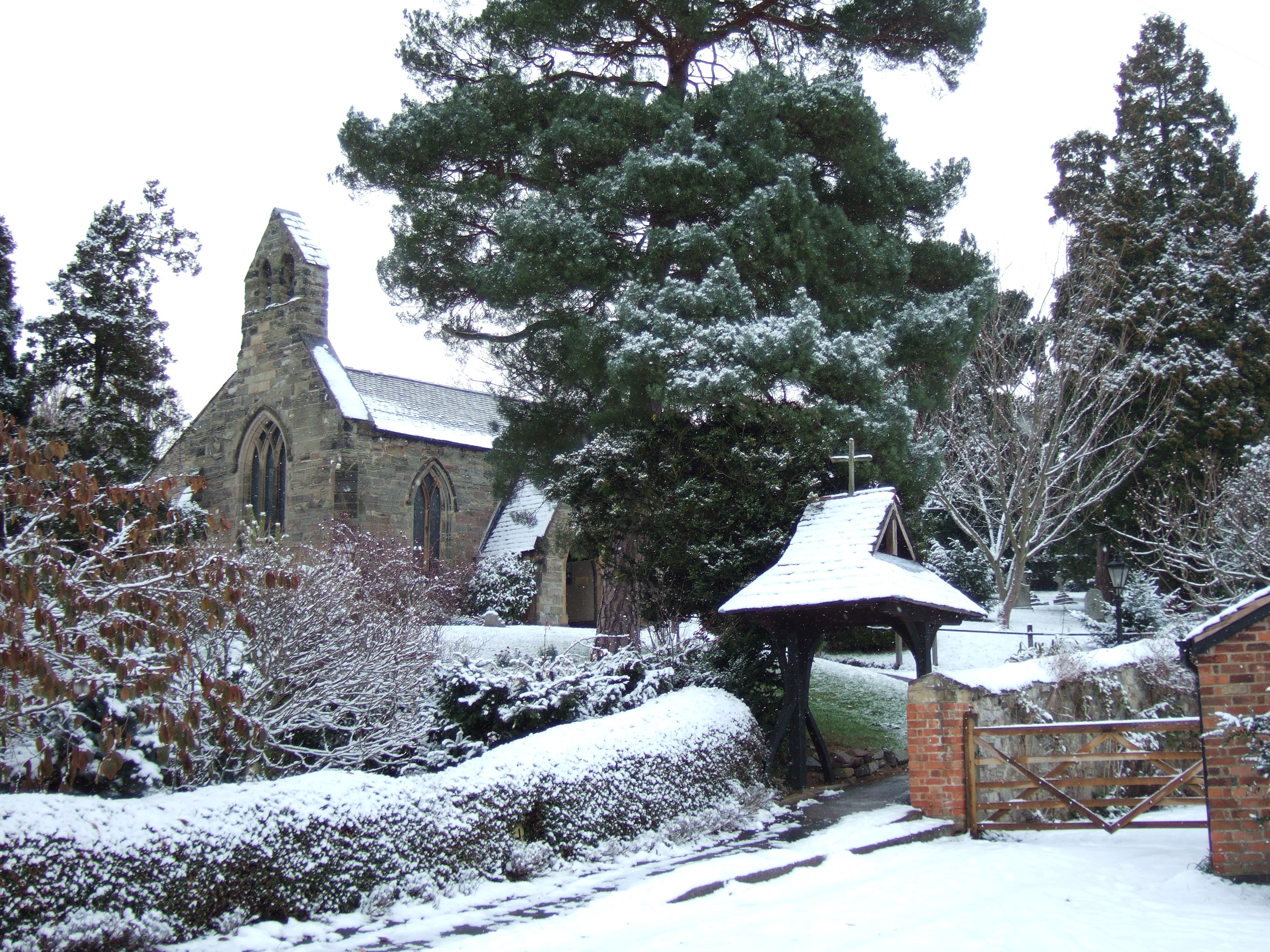
L'église Sainte-Anne de Sutton.